# Meridiano 168 este
El meridiano 168 este de Greenwich es una línea de longitud que se extiende desde el Polo Norte atravesando el Océano Ártico, Asia, el océano Pacífico, Nueva Zelanda, el océano Antártico y la Antártida hasta el Polo Sur.
El meridiano 168 este forma un gran círculo con el meridiano 12 oeste.

## De Polo a Polo
Comenzando en el Polo Norte y dirigiéndose hacia el Polo Sur, el meridiano 168 este pasa a través de:
| Coordenadas                        | País, territorio o mar  | Notas |
| ---------------------------------- | ----------------------- | --- |
| 90°0′N 168°0′E / 90.000, 168.000   | Océano Ártico           | |
| 74°25′N 168°0′E / 74.417, 168.000  | Mar de Siberia Oriental | |
| 69°56′N 168°0′E / 69.933, 168.000  | Rusia                   | Distrito Autónomo de Chukotka — Isla Ayon y la parte continental de Krai de Kamchatka — desde 64°17′N 168°0′E / 64.283, 168.000 |
| 60°32′N 168°0′E / 60.533, 168.000  | Mar de Bering           | |
| 54°34′N 168°0′E / 54.567, 168.000  | Rusia                   | Krai de Kamchatka — Isla Medny |
| 54°32′N 168°0′E / 54.533, 168.000  | Océano Pacífico         | Pasando justo al este del atolón Kwajalein, Islas Marshall (en 8°54′N 167°47′E / 8.900, 167.783) |
| 8°11′N 168°0′E / 8.183, 168.000    | Islas Marshall          | Atolón Namu |
| 8°7′N 168°0′E / 8.117, 168.000     | Océano Pacífico         | Pasando justo al oeste del atolón Namdrik, Islas Marshall (en 5°38′N 168°5′E / 5.633, 168.083) |
| 14°12′S 168°0′E / -14.200, 168.000 | Mar de Coral            | Pasando justo al oeste de la isla Méré Lava, Vanuatu (en 14°25′S 168°1′E / -14.417, 168.017) Pasando justo al oeste de la isla Maewo, Vanuatu (en 14°55′S 168°5′E / -14.917, 168.083)                                                                                       |
| 15°17′S 168°0′E / -15.283, 168.000 | Vanuatu                 | Isla Aoba |
| 15°19′S 168°0′E / -15.317, 168.000 | Mar de Coral            | Pasando justo al oeste de la Isla de Pentecostés, Vanuatu (en 16°40′S 168°6′E / -16.667, 168.100) |
| 16°12′S 168°0′E / -16.200, 168.000 | Vanuatu                 | Isla Ambrym |
| 16°19′S 168°0′E / -16.317, 168.000 | Mar de Coral            | Pasando justo al este de la isla Malakula, Vanuatu (en 16°28′S 167°49′E / -16.467, 167.817) Pasando justo al oeste de la isla Epi, Vanuatu (en 16°41′S 168°7′E / -16.683, 168.117) Pasando justo al oeste de la isla Efate, Vanuatu (en 17°42′S 168°9′E / -17.700, 168.150) |
| 21°27′S 168°0′E / -21.450, 168.000 | Nueva Caledonia         | Isla Maré |
| 21°39′S 168°0′E / -21.650, 168.000 | Océano Pacífico         | Pasando justo al oeste de Isla Norfolk (en 29°0′S 168°1′E / -29.000, 168.017) |
| 44°19′S 168°0′E / -44.317, 168.000 | Nueva Zelanda           | Isla Sur |
| 46°23′S 168°0′E / -46.383, 168.000 | Estrecho de Foveaux     | |
| 46°46′S 168°0′E / -46.767, 168.000 | Nueva Zelanda           | Isla Stewart/Rakiura |
| 47°7′S 168°0′E / -47.117, 168.000  | Océano Pacífico         | |
| 60°0′S 168°0′E / -60.000, 168.000  | Océano Antártico        | |
| 71°8′S 168°0′E / -71.133, 168.000  | Antártida               | Dependencia Ross, territorio reclamado por Nueva Zelanda |
| 73°33′S 168°0′E / -73.550, 168.000 | Océano Antártico        | Mar de Ross |
| 77°25′S 168°0′E / -77.417, 168.000 | Antártida               | Dependencia Ross, territorio reclamado por Nueva Zelanda |